# Cryphia pomula
Cryphia pomula är en fjärilsart som beskrevs av Moritz Balthasar Borkhausen 1792. Cryphia pomula ingår i släktet Cryphia och familjen nattflyn. Inga underarter finns listade i Catalogue of Life.